# Paul Flory
Paul John Flory (født 19. juni 1910, død 9. september 1985) var en amerikansk kemiker, der var kendt for sit arbejde med polymerer og makromolekyler. Han var en pioner i forståelsen af, hvordan polymerer opfører sig i en opløsning, hvilket han nobelprisen i kemi i 1974 "for sin fundamentale præstationer, både teoretiske og eksperimentale, inden for makromolekylers fysiske kemi."